# كيرسانوف
كيرسانوف (بالروسية: Кирсанов) هي إحدى مدن روسيا في الكيان الفدرالي الروسي تامبوف أوبلاست.